# Михайловский, Георгий Николаевич
Георгий Николаевич Михайловский (Гарин-Михайловский) (1890—1946) — русский юрист.

## Биография
Сын инженера, известного русского писателя Н. Г. Гарина-Михайловского родился в  городе Усть-Катав Уральской губернии (по сведениям Ю. Цинговатова он родился в Усть-Каменогорске). Учился в Тенишевском училище. Окончил в 1911 году юридический факультет Санкт-Петербургского университета (а также историко-филологический) и был оставлен при университете на кафедре международного права. Для сбора материала к диссертации по морскому праву был направлен за границу; занимался в Париже — на консульско-дипломатическом отделении Высшей школы политических наук. Первая мировая война прервала его научные занятия. В 1914—1917 годах служил в Министерстве иностранных дел: за короткое время прошёл путь от секретаря юрисконсульского отдела до начальника Международно-правового отдела министерства.
В 1918—1919 годах работал во внешнеполитических ведомствах Белого движения: сначала у генерала А. И. Деникина, затем — генерала П. Н. Врангеля. В феврале 1920 года эвакуировался в Константинополь, — был юрисконсультом Русской миссии. Не желая больше участвовать, по его словам, в «загробной жизни дипломатического  ведомства», он в октябре 1921 года приехал в Чехословакию; 25 июля 1922 года выдержал испытание по международному праву, после чего до 1928 года был профессором кафедры международного права на Русском юридическом факультете Пражского университета, который возглавлял П. И. Новгородцев. Здесь он написал «Историю международных отношений России» (издана не была). В Праге Михайловский познакомился с Н. Н. Раевским, которому рассказал о встрече с дочерью Дантеса, убившего Пушкина.
В 1928 году Русский юридический факультет закрылся и Михайловский стал зарабатывать литературным трудом — на чешском и русском языках вышло несколько его художественных произведений.
С 1932 года семья переселилась в Братиславу. Источником существования здесь стали переводы произведений отца и статьи по международному праву; им была опубликована серия статей на словацком языке под общим названием «Глупости русской революции». Он владел 17 языками и в 1939 году, когда в Словакии к власти пришли национал-клерикалы, Михайловский был принят на должность переводчика в Министерство иностранных дел Словакии. В 1945 году, 17 апреля, он был арестован военной контрразведкой «СМЕРШ», вывезен в СССР, где осуждён на 10 лет лагерей; вскоре погиб по одним сведениям в Воркутинских лагерях, по другим — в Донбассе.
В 1993 году была издана (в двух томах) его книга, извлечённая из Архива внешней политики России: «Из истории российского внешнеполитического ведомства: 1914—1920».

## Семья
Был женат на Анне Николаевне Глебовой (1897—1981), происходившей из старинного ярославского рода Глебовых. Дочь Н. Н. Глебова, племянница А. Н Глебова, сестра художницы Т. Н. Глебовой. Училась в Санкт-Петербургском университете, на филологическом факультете. Затем преподавала русский и французский язык. Анна Михайловская написала воспоминания, изданные посмертно: «Сестры Горбовы» (СПб.: изд-во Политехнического университета, 2012).
В первом браке, с 1917 г. замужем за Павлом Дмитриевичем Козыревым; сыном инженера Д. П. Козырева, брат П. Д. Козырева. Овдовела в ноябре 1920 г. Детей в этом браке не имела. Во втором браке, с 1921 года — за Георгием Николаевичем  Михайловским.
Их сын — Николай Георгиевич Михайловский (1922—2012), кандидат химических наук, работал в Институте  экспериментальной эндокринологии Словацкой академии наук в Братиславе.

## Комментарии
1. ↑  Раевский записал его рассказ: «Профессор международного права Георгий Николаевич Гарин-Михайловский (сын писателя) передал мне и разрешил предать гласности следующее. В июле-августе 1913 г. он близко познакомился с пожилой дамой (лет 50—55), графиней  d’Anthes и её дочерью Francoise (лет 20). Графиня сказала Гарину-Михайловскому, что она дочь Дантеса, убившего Пушкина, от второго брака. На вопрос Михайловского, был ли Дантес в связи с Нат. Ник., графиня ответила, что в этом не может быть никакого сомнения и что её отец сам не скрывал этого. Само собой разумеется, что к рассказу графини в этой его части приходится отнестись с крайней осторожностью. Однако, по словам Гарина-Михайловского, совершенно невероятно, чтобы эта почтенная пожилая француженка выдумала своё происхождение от Дантеса».